# Зак Флейшман
Родін Флейшман Захарій (англ. Zachary Rodin Fleishman; нар. 17 березня 1980) – американський професійний гравець у теніс.

## Особисте життя
Зак народився у місті Санта Моніка, штат Каліфорнія. Протягом року відвідував Університет штату Каліфорнія у Лос-Анджелесі, перед початком кар'єри. Зараз він директор компанії Shark Wheel, що займається виготовленням коліс за їх власним дизайном у вигляді хвиль.

## Кар'єра
Флейшман почав займатись тенісом у 8 років. У 18 він взяв участь в одному тенісному сезоні (1998–99) за університет Каліфорнії в Лос-Анджелесі, зайнявши там друге місце, він допоміг університету Каліфорнії зайняти перше місце серед університетів США. Після року змагань на рівні коледжів, Флейшман перейшов у професійну тенісну лігу у 2000 році.
Він отримав сім одиночних професійних титулів (і кілька титулів у парних змаганнях).

### 2006
Був допущений до його першого Турніру Великого шлему: Відкритого чемпіонату Австралії з тенісу.

### 2007
Вдруге взяв участь у Відкритому чемпіонаті Австралії з тенісу.
Цього ж року взяв участь у трьох турнірах з Вімбілдону.

### 2008
У вересні 2008-го здобув перемогу на USA F23, у Каліфорнії, перемігши Майкла МакКлуна у фіналі. Він і МакКлун потім зіграли у парі, пропустивши всього один сет.

## джерела
- Зак Флейшман на сайті ATP(англ.)
- {{ITF profile}} template using deprecated numeric ID.Шаблон:Preview warning
- Fleishman World Ranking History [Архівовано 3 березня 2016 у Wayback Machine.]
- UCLA bio [Архівовано 26 січня 2007 у Wayback Machine.]
- NAB Taste of Tennis Australia [Архівовано 20 лютого 2012 у Wayback Machine.]

Interviews
- Podcast Interview [Архівовано 18 травня 2008 у Wayback Machine.]
- [Архівовано 3 березня 2016 у Wayback Machine.]
- Fleishman # 13 with picture of the 20 Most Memorable moments in Australian Open History.